# Portrait d'homme avec médaille de Cosme l'Ancien
Le portrait d'homme avec médaille de Cosme l'Ancien (en italien : Ritratto d'uomo con medaglia di Cosimo il Vecchio) est une peinture de Sandro Botticelli, une tempera et stuc doré sur bois (57,5 × 44 cm) datant de 1474 environ, conservée au musée des Offices à Florence.

## Histoire
L'identité du personnage représenté ainsi que l'emplacement original du tableau demeurent inconnus.
L'œuvre arriva aux Offices en 1666 et provenait des collections du cardinal Carlo de' Medici.
Les inventaires les plus anciens du musée florentin citent l'œuvre comme travail d'un peintre anonyme et celui de 1825 l'assignent à Filippino Lippi.
Giovanni Morelli a été le premier à l'attribuer à Botticelli, suivi par toute la critique à l'exception de Wilhelm von Bode (1904), qui estimait que sa qualité picturale n'était pas assez élevée.
Le personnage représenté est inconnu et au cours du temps diverses hypothèses ont été émises : Jean Pic de la Mirandole, (inventaire de 1704) ; Pierre le Goutteux, (inventaire de 1825) ; Pierre l'infortuné, (Eugène Müntz), Giovanni di Cosimo de' Medici (Herbert Horne) ; de l'auteur de la médaille, (Burkhardt, Friedlaender, J. de Foville, Mandel), faisant apparaître les noms de Niccolò di Giovanni Fiorentino, Cristoforo di Geremia ou encore Antonio Filipepi, frère du peintre qui est probablement l'hypothèse la plus crédible.
Selon l'identification des divers critiques d'art, la datation varierait entre 1470 et 1477.

## Description

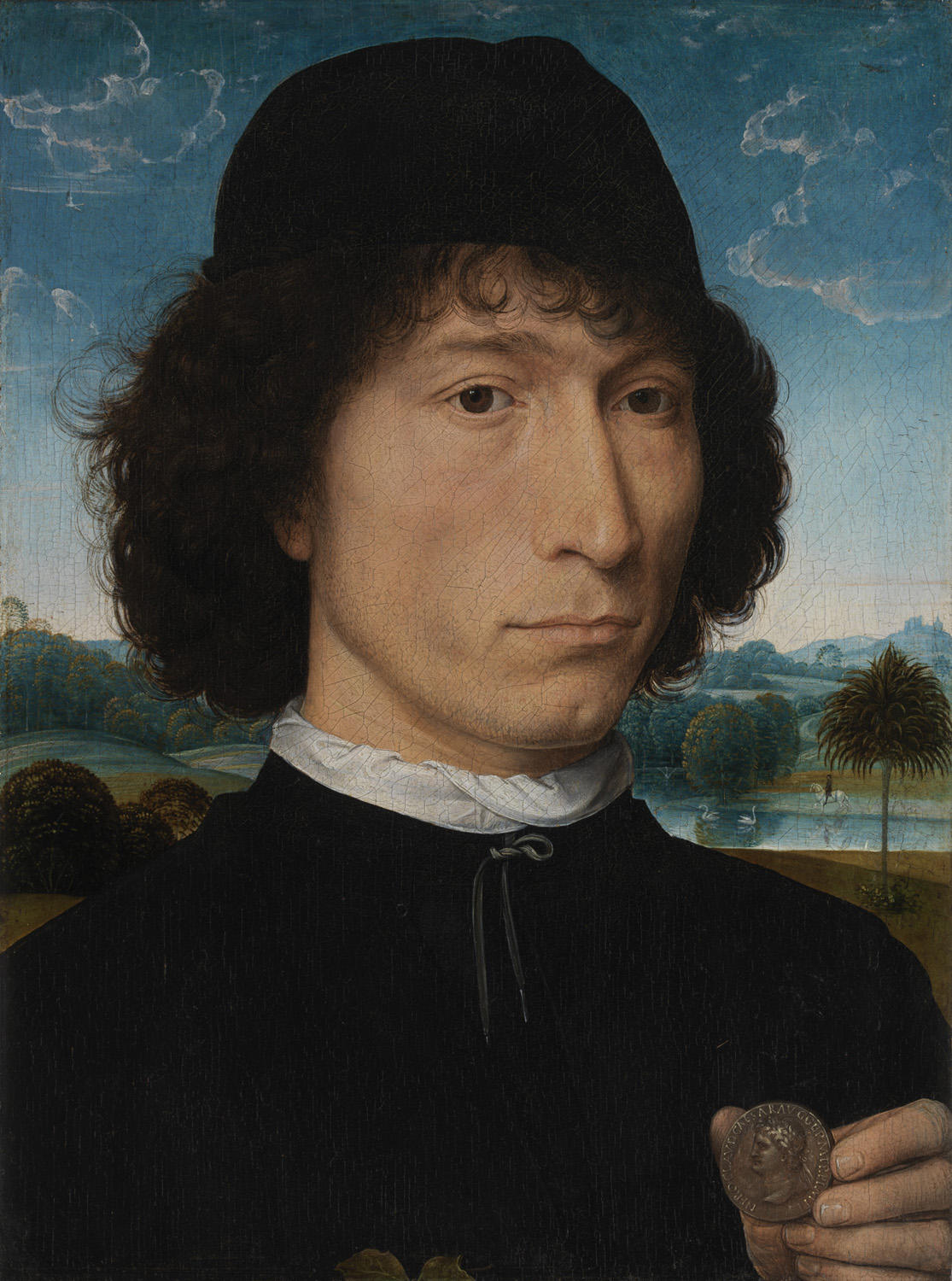
Hans Memling, Portrait d'un homme avec une médaille romaine.

Le tableau représente un portrait d'un jeune homme à la chevelure très fournie, représenté en buste de trois-quarts orienté vers la gauche et dont les mains tiennent fortement une grosse médaille de Cosme de Médicis dit « le Vieux ». L'habillement est typique de la bourgeoisie florentine de l'époque, avec sa précieuse teinte noire et une coiffe rouge.
Le regard légèrement mélancolique est dirigé vers le spectateur. L'arrière-plan est constitué par un paysage fluvial peint grossièrement qui se confond au loin avec le ciel qui s'éclaircit à l'horizon.
Sur la médaille qui a été réellement émise entre 1465 et 1469 comporte l'inscription MAGNUS COSMVS MEDICES PPP c'est-à-dire « Primus Pater Patriae ».
Le critique d'art Lightbown a noté une ressemblance avec le Portrait d'homme avec une médaille romaine de Hans Memling conservé au Koninklijk Museum voor Schone Kunsten d'Anvers. Réalisé dans les années 1470, le tableau de Memling présente d'importantes similitudes mais le renvoi aux modèles flamands était probablement simplement le point de départ pour Botticelli qui par la suite s'efforça d'extraire les figures de leur contexte. La ressemblance avec l'autoportrait de Botticelli dans L'Adoration des mages est évidente, ce qui fait plutôt accréditer l'hypothèse que l'effigie soit l'œuvre de son frère, orfèvre et exécuteur de médailles pour les Médicis, cité par certains documents d'archives pour la dorure de quelques médailles.
La médaille en pastiglia représente avec fidélité la consistance de la matière du stuc usagé, utilisé comme modèle pour la véritable médaille frappée à l'occasion de la nomination de Cosme comme « Pater Patriae »  en 1465, une année après sa mort. Il s'agit d'une œuvre qui avait été probablement abondamment diffusée, copiée encore dans un manuscrit aristotélicien de Francesco d'Antonio del Chierico pour Pierre II de Médicis.

## Analyse
Le style du portrait est typique de la tradition florentine de l'époque. Le regard intense, les traits fortement individualisés, adoucis par la recherche de la beauté idéale fait appel aux principes du néoplatonisme médicéen qui commence à se diffuser au cours de ces années.
Les mains sont agiles et rudes tenant fortement la médaille comme pour témoigner à celle-ci un fort attachement.
Le portrait est dominé par une linéarité formelle du contour qui met au second plan le volume comme en témoigne le bloc sombre du buste, dont les épaules apparaissent mal proportionnées.
Le portrait fait transparaître une certaine intensité expressive, avec une individuation physionomiste, en faisant ressortir certaines particularités physiques : grands yeux, narines très prononcées, lèvres charnues, pommettes prononcées, menton avec fossette.

## Postérité
Le tableau fait partie du musée imaginaire de l'historien français Paul Veyne, qui le décrit dans son ouvrage justement intitulé Mon musée imaginaire.

## Sources
- (it) Cet article est partiellement ou en totalité issu de l’article de Wikipédia en italien intitulé « Ritratto d'uomo con medaglia di Cosimo il Vecchio » (voir la liste des auteurs).